# JETS COMICS
《JETS COMICS》，日文名稱“ジェッツコミックス”，為日本的出版社白泉社旗下的漫畫單行本叢書系列，1982年7月創刊，主要以連載作品為主。

## 歷史
1982年7月，《JETS COMICS》創刊，當初是白泉社旗下少年漫畫雜誌《少年JETS》（少年ジェッツ）連載作品的單行本叢書系列。《少年JETS》停刊後，《JETS COMICS》轉為漫畫雜誌《月刊ComiComi》（月刊コミコミ）連載作品的單行本叢書系列。之後，《JETS COMICS》也成為《月刊Animal House》（月刊アニマルハウス）連載作品的單行本叢書系列。1992年，《月刊Animal House》停刊並改版為《Young Animal》（ヤングアニマル），《JETS COMICS》成為《Young Animal》連載作品的單行本叢書系列。
現在的《JETS COMICS》主要收錄《Young Animal》、《Young Animal嵐》（ヤングアニマル嵐）、《Young Animal增刊Island》（ヤングアニマル増刊あいらんど）連載作品的單行本，也收錄白泉社旗下少女漫畫雜誌《MELODY》（MELODY）的一部分連載作品的單行本。